# Clinton (Mississipi)
Clinton és una població dels Estats Units a l'estat de Mississipi. Segons el cens del 2006 Estimate tenia 26.212 habitants.

## Demografia
Segons el cens del 2000, Clinton tenia 23.347 habitants, 8.328 habitatges, i 6.079 famílies. La densitat de població era de 378,1 habitants per km².
Dels 8.328 habitatges en un 35,9% hi vivien nens de menys de 18 anys, en un 56% hi vivien parelles casades, en un 13,8% dones solteres, i en un 27% no eren unitats familiars. En el 23,1% dels habitatges hi vivien persones soles el 8,4% de les quals corresponia a persones de 65 anys o més que vivien soles. El nombre mitjà de persones vivint en cada habitatge era de 2,6 i el nombre mitjà de persones que vivien en cada família era de 3,08.
Per edats la població es repartia de la següent manera: un 24,7% tenia menys de 18 anys, un 14,9% entre 18 i 24, un 27,6% entre 25 i 44, un 21,6% de 45 a 60 i un 11,2% 65 anys o més.
L'edat mediana era de 33 anys. Per cada 100 dones de 18 o més anys hi havia 84,3 homes.
La renda mediana per habitatge era de 47.092$ i la renda mediana per família de 53.482$. Els homes tenien una renda mediana de 38.194$ mentre que les dones 27.458$. La renda per capita de la població era de 20.586$. Entorn del 5,7% de les famílies i el 8% de la població estaven per davall del llindar de pobresa.

## Poblacions més properes
El següent diagrama mostra les poblacions més properes.